# Józef Gosławski (Architekt)

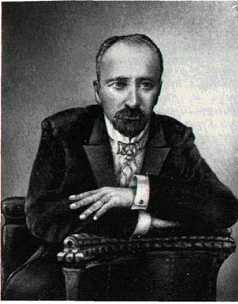
Józef Gosławski

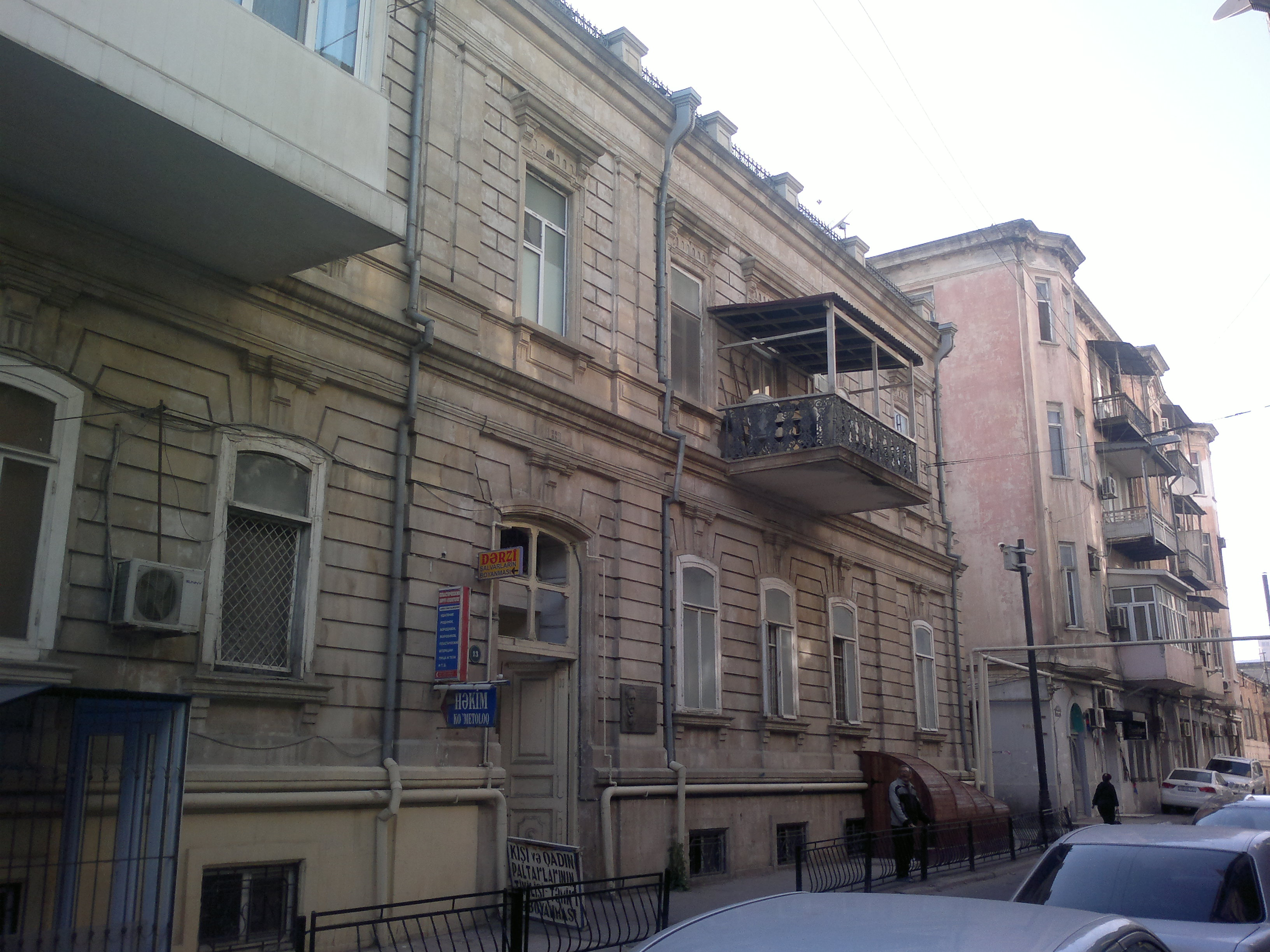
Das Haus in Baku, in dem Gosławski lebte

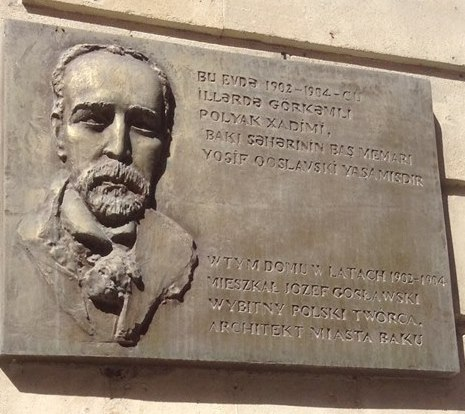
Gedenktafel an der Wand des Hauses in Baku, in dem Gosławski lebte

Józef Gosławski, auch bekannt als Iossif Wikentjewitsch Goslawski (russisch Иосиф Викентьевич Гославский; * 1865 in Warschau, Kongresspolen; † 30. Januar 1904 in Baku, Gouvernement Baku, Russisches Kaiserreich), war ein polnischer Architekt, der hauptsächlich in Baku, Aserbaidschan tätig war.

## Leben und Bauwerke
Gosławski wurde in der Nähe von Warschau in Kongresspolen als Sohn einer polnischen Adelsfamilie geboren. Im Jahr 1891 machte er seinen Abschluss am Institut für Bauingenieurwesen in Sankt Petersburg und ein Jahr später wurde er zum Chefarchitekten der Stadt Baku. Seine erste Aufgabe war, dem einheimischen Architekten Robert Marfeld beim Entwurf und der Baubegleitung der größten Kirche im Kaukasus, der Alexander-Newski-Kathedrale von Baku, zu helfen.
Der Bau der majestätischen Kathedrale wurde im Jahr 1898 mit Hilfe der östlich-orthodoxen, muslimischen und jüdischen Gemeinden von Baku fertiggestellt, die zusätzlich zu den von der Regierung zur Verfügung gestellten Mitteln auch die Finanzierung übernahmen.
Gosławskis weitere architektonische Beiträge in Baku waren die Tağıyev-Residenz (das heutige Aserbaidschanische Staatliche Museum für Geschichte), das russisch-muslimische Mädcheninternat Kaiserin Alexandra (das heutige Füzuli-Institut für Handschriften der Nationalen Akademie der Wissenschaften von Aserbaidschan), eine Reihe von Industriegebäuden und Häusern.
Gosławskis letzte Arbeit war die Stadtduma (das heutige Rathaus von Baku), deren Exterieur und Interieur von ihm entworfen wurde. Der Bau des Gebäudes, das auch heute noch eine der wichtigsten Sehenswürdigkeiten in Baku ist, kostete 400.000 Goldene Rubel.
Die Fertigstellung des Baus erlebte Gosławski jedoch nicht mehr. Er starb in Baku im Alter von 38 Jahren an Tuberkulose, einige Monate vor der Eröffnung der Duma. Zum Zeitpunkt seines Todes war Józef Gosławski verheiratet und hatte drei Kinder.
Am 30. August 2006 unterzeichnete der aserbaidschanische Präsident İlham Əliyev das Gesetz zur Anbringung einer Gedenktafel an Gosławskis Haus in Baku, Mirzə Ibrahimov Straße 31. Am 11. Juni 2008 eröffnete die First Lady Polens, Maria Kaczyńska, offiziell die Gedenktafel für den polnischen Architekten in Baku.

## Bilder

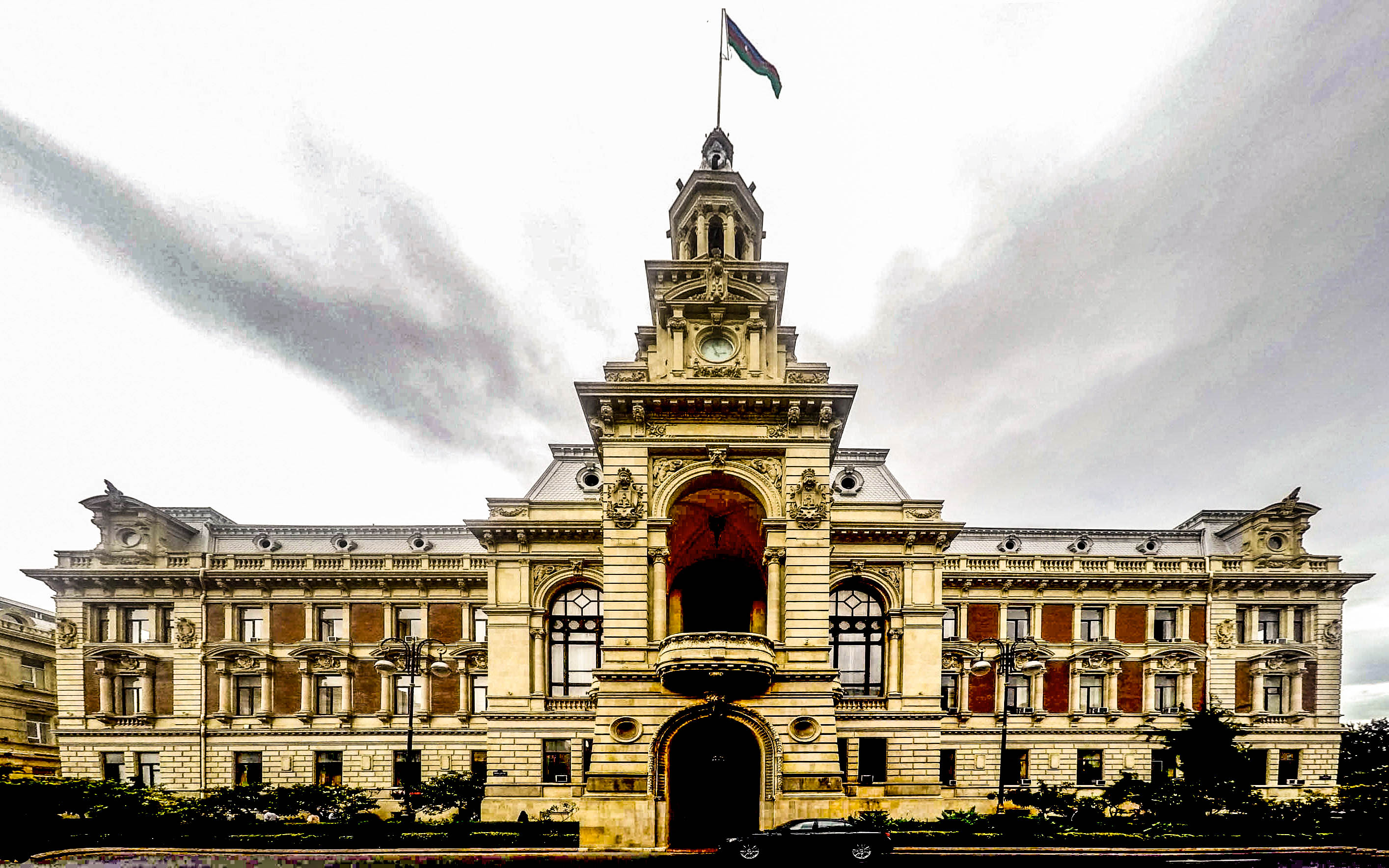
Rathaus Baku
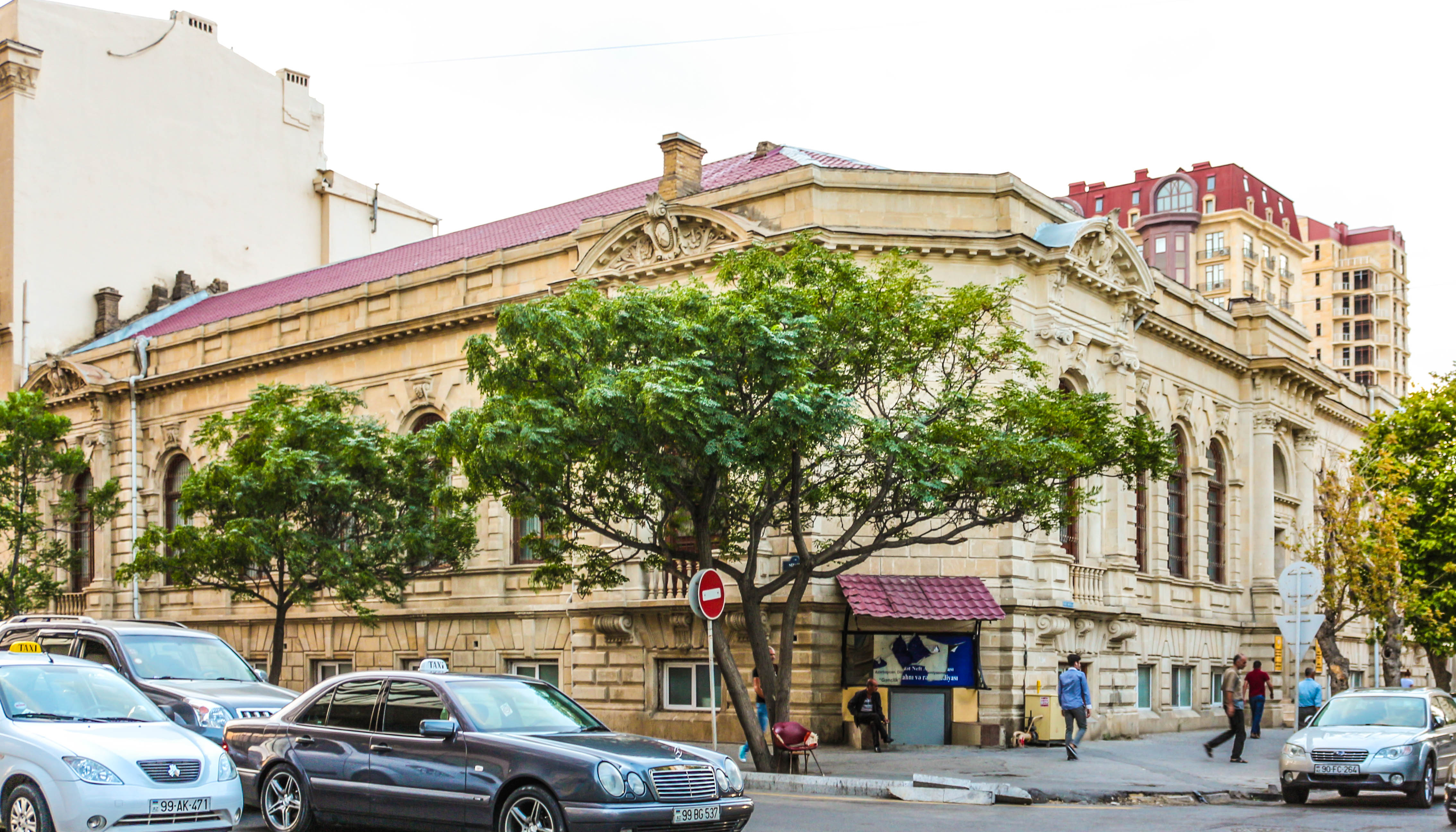
Gebäude der Bakuer Niederlassung der Russischen (Kaiserlichen) Technischen Gesellschaft
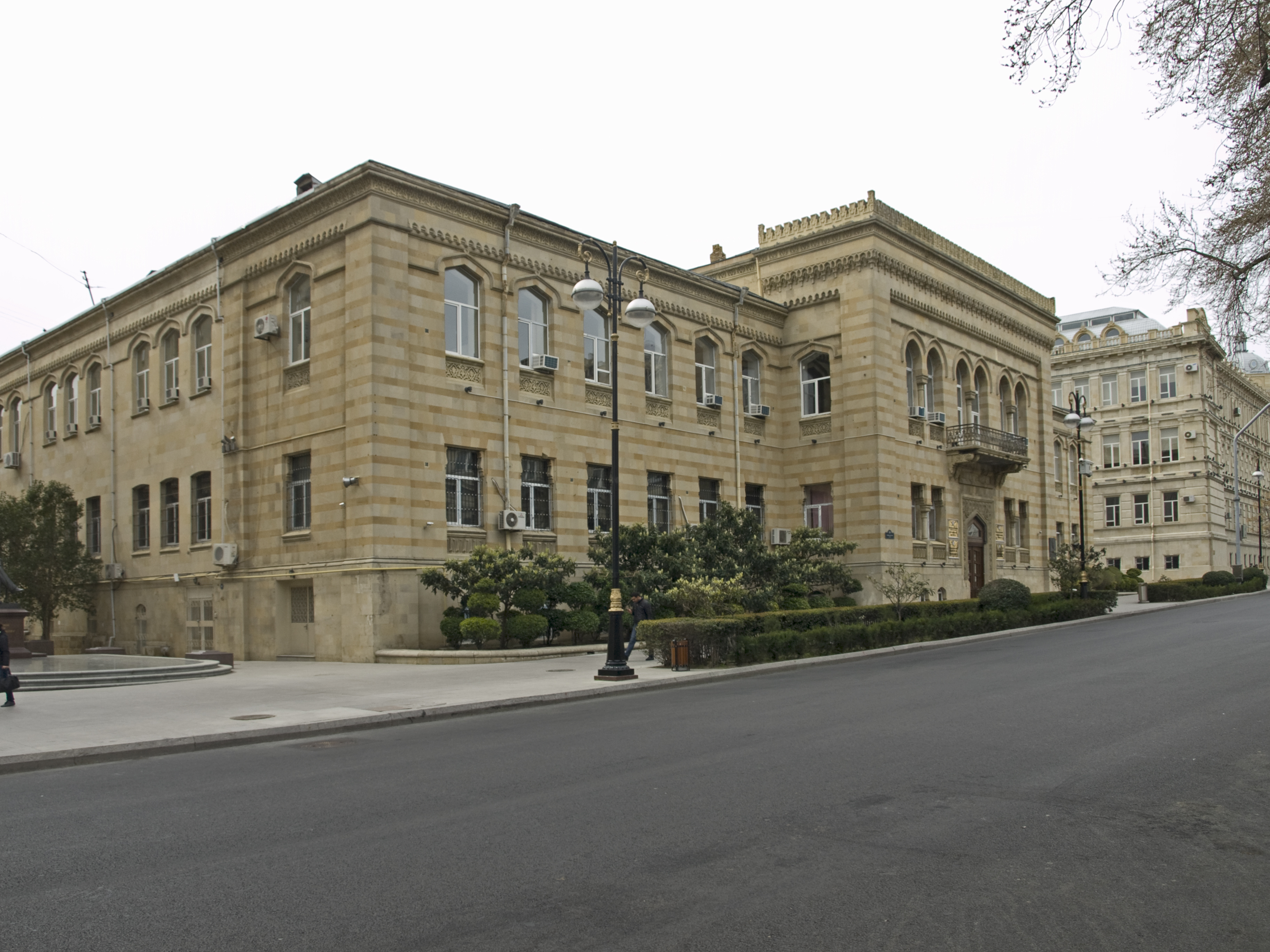
Institut für Handschriften, Baku
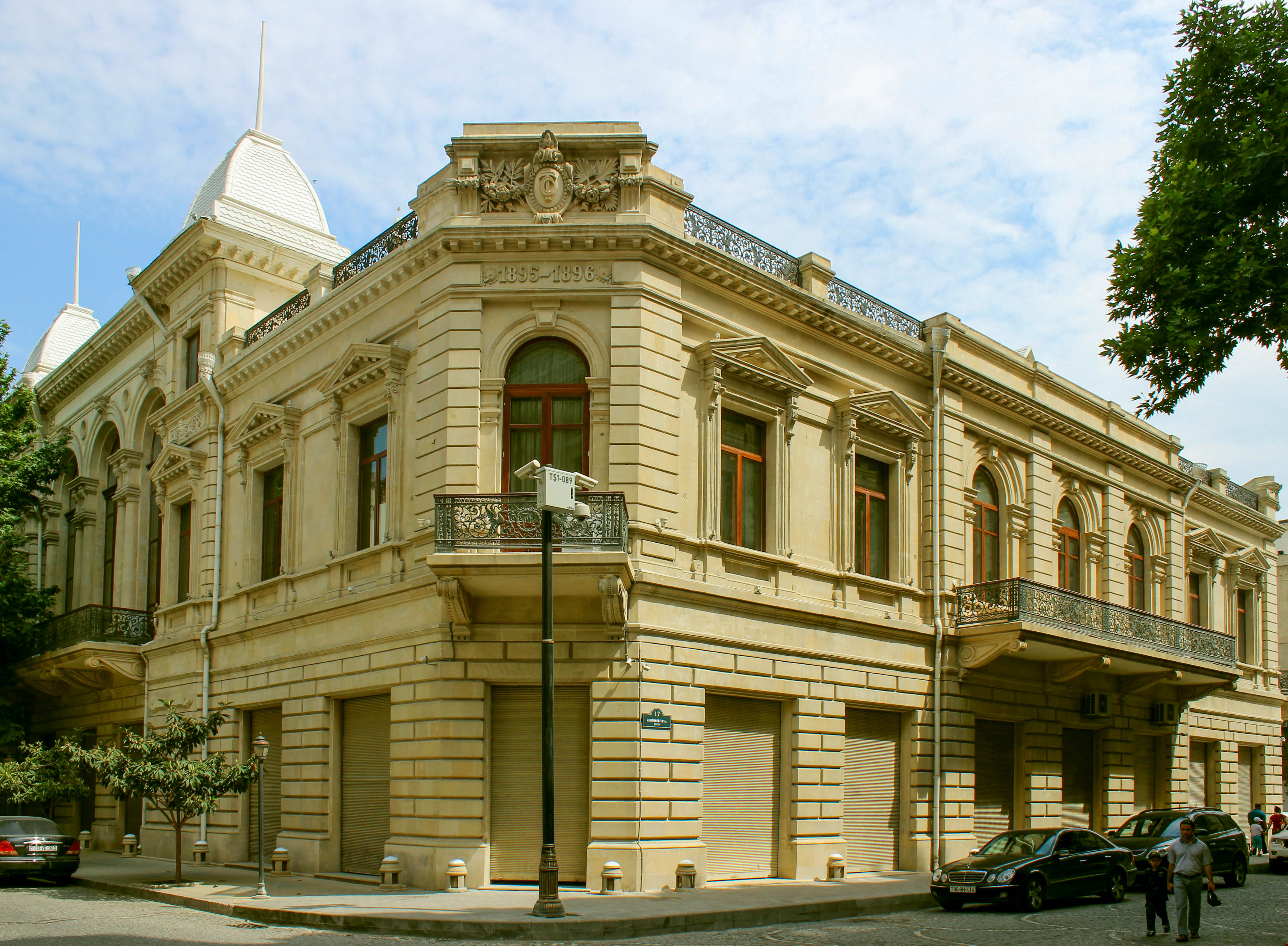
Nationales Museum für Geschichte Aserbaidschans
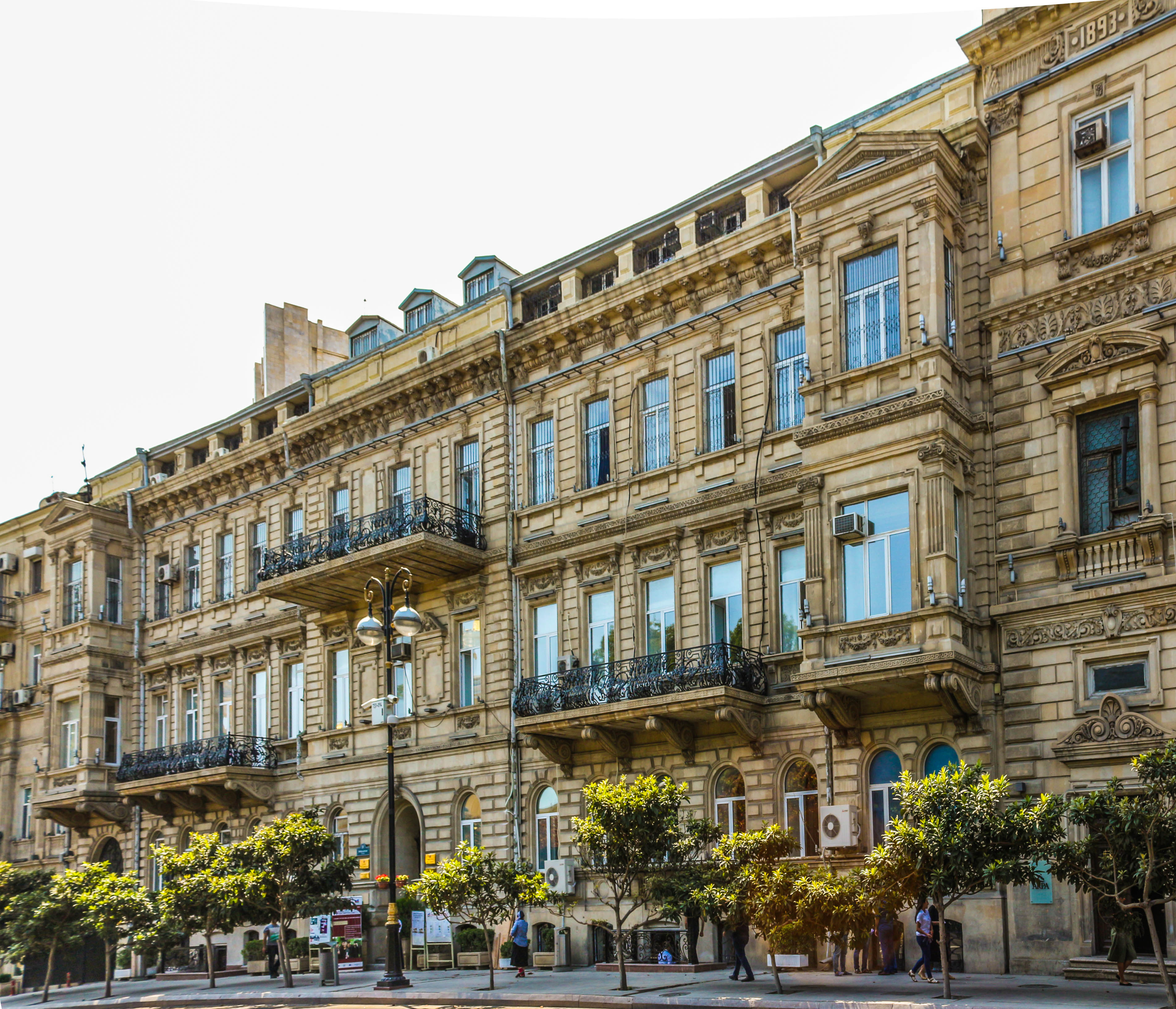
Wohnhaus in der Istiqlaliyyət-Straße 25
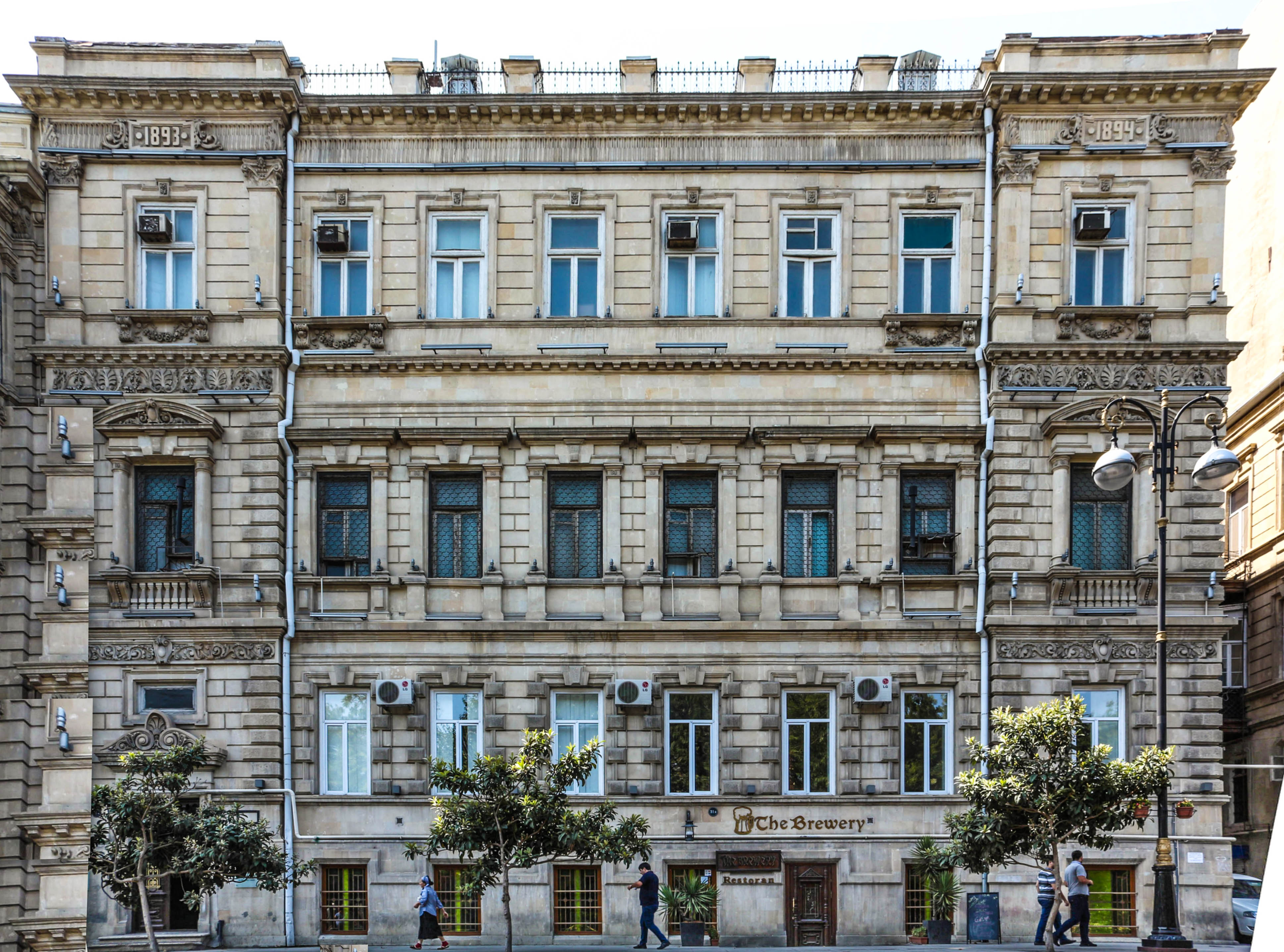
Wohnhaus in der Istiqlaliyyət-Straße 27
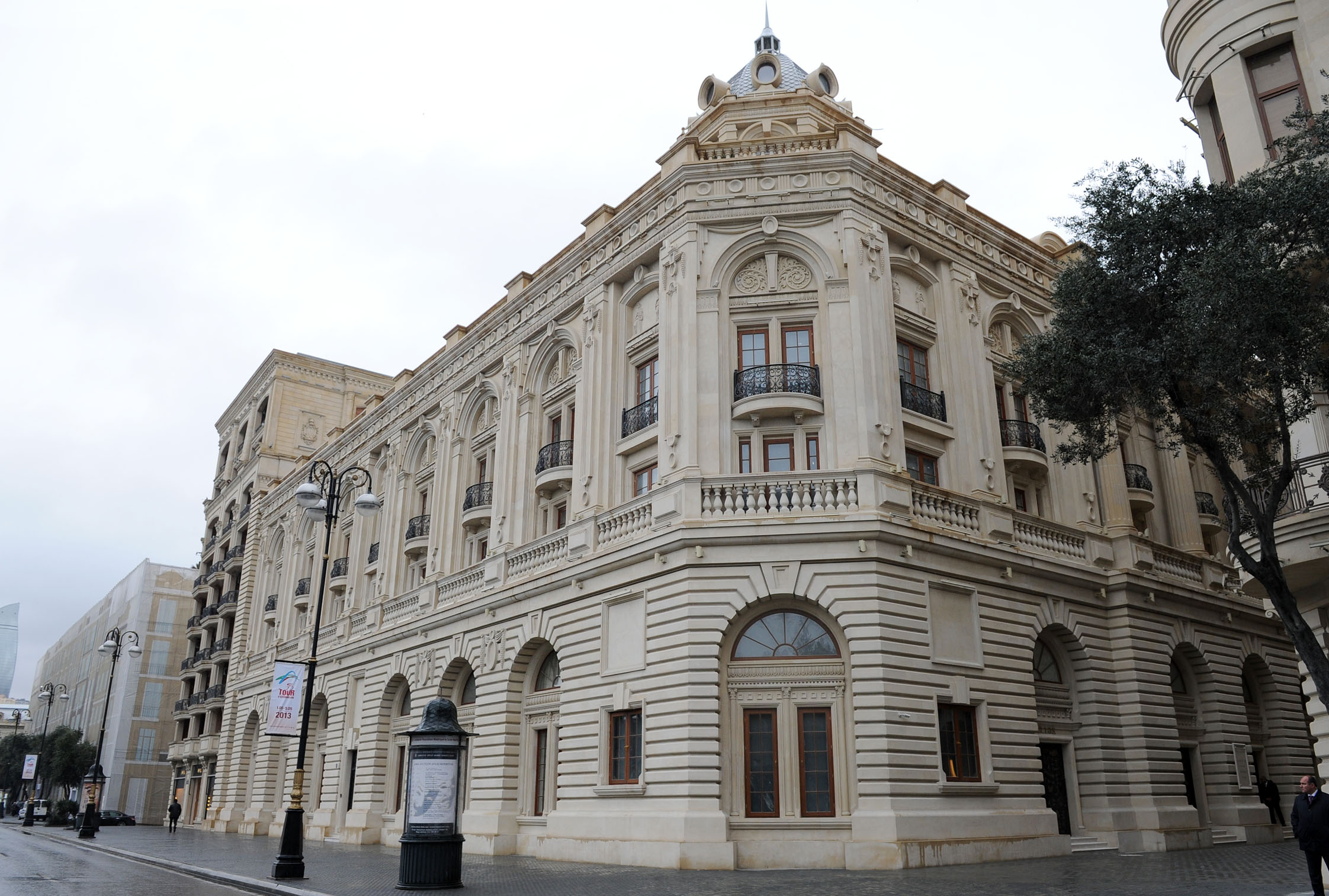
Aserbaidschanisches Staatstheater für Musikkomödie